# Lobosa
Sous-embranchement
Ce taxon est aujourd'hui obsolète.
Les Lobosa sont un sous-embranchement d'amibozoaires. William Benjamin Carpenter définit en 1861, le taxon comme une classe, dans la super-classe des Rhizopoda. Thomas Cavalier-Smith, en 2009, redéfinit le taxon en tant que sous-embranchement.

## Listes des classes du sous-embranchement Lobosa
Selon World Register of Marine Species (16 mars 2025) :
- Discosea
- Tubulinea

## Liste des ordres de la classe Lobosa
Selon Catalogue of Life (16 mars 2025) :
- Amoebida
- Arcellinida

## Publications originales
- (en) W.B. Carpenter, « On the systematic arrangement of the Rhizopoda », Natural History Review, new series 1(4),‎ 1861, p. 456–472.
- (en) T. Cavalier-Smith, « Megaphylogeny, cell body plans, adaptive zones: causes and timing of eukaryote basal radiations », Journal of eukaryotic microbiology 56,‎ 2009, p. 26–33 (DOI 10.1111/j.1550-7408.2008.00373.x).